# Ernst Busch
Ernst Busch (6. juli 1885 – 17. juli 1945) var en tysk feltmarskal under 2. verdenskrig.

## Tidlige år og karriere
Busch blev født i Essen-Steele og fik sin militære uddannelse på Groß Lichterfelde Kadetakademi. Han trådte ind i den preussiske hær i 1904 og gjorde tjeneste på Vestfronten under 1. verdenskrig. Han blev tildelt Pour le Mérite udmærkelsen i 1918. Efter krigen blev Busch i hæren og blev udnævnt til inspektør for transportstyrkerne i 1925. I 1930 blev han forfremmet til oberstløjtnant og fik kommandoen over 9. infanteriregiment.

### 2. verdenskrig
Under invasion af Polen i 1939 var Busch chef for VIII. Armékorps, som hørte til generaloberst Wilhelm Lists 14. Armé, og året efter havde han kommandoen over den 16. armé under Slaget om Frankrig. Han blev tildelt Jernkorsets ridderkors af Adolf Hitler for sin indsats.
Busch tog del i Operation Barbarossa, og den 8. september 1941 erobrede hans 16. armé Demyansk, inden den medvirkede ved belejringen af Leningrad. Trods et modangreb fra den Røde Hær holdt Buschs tropper linjen fra Staraya Russa til Ostashkov. Efter et modigt forsvar af sine stillinger blev han forfremmet til feltmarskal. Han havde kommandoen over Heeresgruppe Mitte i 1943 og 1944, men efter det katastrofale nederlag i Operation Bagration blev han afskediget af Hitler i begyndelsen af juli 1944 og erstattet med feltmarskal Walter Model.
Busch blev kaldt tilbage i marts 1945, hvor han blev chef for Heeresgruppe Nordwest, som nu bestod af nogle få sammenskrabede bataljoner. Sammen med Kurt Student og dennes 1. faldskærmsarmé havde Busch til opgave at bremse den britiske 21. Armés fremrykning i Tyskland. Heeresgruppe Nordwest var omfattet af de tyske styrkers kapitulation i Nordvesttyskland, Holland og Danmark med virkning fra den 5. maj 1945 kl. 08.00. I forbindelse med kapitulationen blev de tyske styrker i Danmark som Armé Lindemann underlagt Buschs kommmando, hvilket dog kun fik ringe praktisk betydning. Busch mødte personligt op hos Montgomery den 7. maj 1945 for at underskrive kapitulationsdokumentet. Han blev arresteret af briterne i sit hovedkvarter i Langwedel i Holsten den 23. maj 1945 og overført til en krigsfangelejr i Aldershot i England. Her døde han den 17. juli 1945 af et hjerteanfald. Han ligger begravet på den tyske krigskirkegård i Cannock Chase i Staffordshire.

## Bedømmelse
Busch var helt fra Hitlers magtovertagelse i 1933 en begejstret tilhænger af nationalsocialismen og fulgte Hitlers ordrer blindt. Af sine kolleger er han anset for en middelmådig, ofte passiv og uselvstændig hærfører, som kun steg i graderne, fordi han på grund af sin politiske overbevisning havde en høj stjerne hos Hitler.

## Eksterne kilder
- Ernst Busch @ Lexikon der Wehrmacht Arkiveret 21. april 2017 hos  Wayback Machine